# Фридрих Улрих (Брауншвайг-Волфенбютел)
Фридрих Улрих (на немски: Friedrich Ulrich; * 5 април 1591, Волфенбютел; † 11 август 1634, Брауншвайг) от род Велфи (Среден Дом Брауншвайг), е херцог на Херцогство Брауншвайг-Люнебург, княз на Брауншвайг-Волфенбютел и княз на Каленберг от 1613 до 1634 г.

## Живот
Той е най-големият син на херцог Хайнрих Юлий фон Брауншвайг-Волфенбютел (1564 – 1613) и втората му съпруга принцеса Елизабет Датска (1573–1626), дъщеря на крал Фридрих II от Дания.
Фридрих Улрих следва в университетите в Тюбинген и Хелмщет и след това прави кавалерски тур в Англия и Франция. Неговият баща оставя на ненавършилия 23 години задължения от 1,2 милиона талери.
На 4 септември 1614 г. във Волфенбютел той се жени за принцеса Анна София фон Бранденбург (* 18 март 1598, † 19 декември 1659), дъщеря на курфюрст Йохан Зигизмунд (Бранденбург). Михаел Преториус пише сватбената музика. Бракът му е нещастен и остава бездетен.
Фридрих Улрих има конфликти с град Брауншвайг и го обсажда три месеца през 1615 г. Той подписва всеки даден му документ без да го чете и така през 1616 г. назначава Антон фон Щрайтхорст за щатхалтер. Майка му и нейният брат, датският крал Кристиан IV, имат голямо влияние в управлението. През Тридесетгодишната война той се опитва да остане неутрален. По-късно се съгласява да участва в поход с имперските войски, който завършва със загуба.
Фридрих Улрих умира на 43 години след счупване на бедрата и е погребан в църквата „Св. Мария“ във Волфенбютел.
Той е един от най-слабите и неспособни владетели от род Дом Брауншвайг. Той се интересувал повече от трапезата и загубва голяма част от страната си. С неговата смърт изчезва Волфенбютелската линия на Дом Брауншвайг, и Волфенбютел попада обратно на Брауншвайгската главна линия под Август II Младия.